# Monika Hermanns
Monika Hermanns (* 6. März 1959 in Thuine, damals Landkreis Lingen, heute Landkreis Emsland) ist eine deutsche Juristin. Von 2010 bis 2023 war sie Richterin des Bundesverfassungsgerichts, dessen Zweitem Senat sie angehörte. Zuvor war Hermanns von 2001 bis 2010 Mitglied des Verfassungsgerichtshofs des Saarlandes und von 2004 bis 2010 Richterin am Bundesgerichtshof. 

## Leben
Hermanns ist die älteste von drei Töchtern des Realschulrektors Paul Hermanns und seiner Frau Christine. Sie wuchs zunächst in Lingen auf, bis die Familie 1965 nach Emsbüren umzog. Im Jahre 1977 legte sie ihr Abitur am Emsland-Gymnasium in Rheine ab. Anschließend studierte sie bis 1982 in Münster und Freiburg Rechtswissenschaft. Im selben Jahr bestand sie in Hamm das erste Staatsexamen, vier Jahre später in Düsseldorf nach dem Abschluss des Referendariats das zweite Staatsexamen. 

## Beruflicher Werdegang
Ab 1986 war sie als wissenschaftliche Mitarbeiterin am Institut für Europäisches Recht der Universität des Saarlandes tätig. 1990 trat sie in den höheren Justizdienst des Saarlandes ein. Zunächst wurde sie an das Justizministerium abgeordnet und war dort Leiterin der Pressestelle und persönliche Referentin des Amtsinhabers Arno Walter. In dieser Zeit wurde sie im September 1991 zur Richterin am Landgericht Saarbrücken ernannt. Dieses Amt übte sie ab 1993 aus. Es folgte jedoch bereits im Januar 1995 eine Abordnung als wissenschaftliche Mitarbeiterin an den Bundesgerichtshof, die bis Dezember 1997 andauerte. Eine weitere Abordnung führte sie 1998 an das Ministerium der Justiz des Saarlandes, während der sie in der Staatskanzlei mit der Leitung der Abteilung Recht und Koordination betraut wurde. 
Nachdem sie bereits während ihrer Abordnung zur OLG-Richterin befördert worden war, wirkte sie ab Dezember 1999 am Saarländischen Oberlandesgericht. Bereits damals war sie im Gespräch für eine Richterstelle am Bundesgerichtshof. Im Jahre 2001 wurde sie zudem an den Verfassungsgerichtshof des Saarlandes berufen, dem sie bis 2010 angehörte. Dort fungierte sie u. a. als Berichterstatterin im Verfahren gegen das Saarländische Nichtraucherschutzgesetz. 2004 wurde sie zur Richterin am Bundesgerichtshof ernannt und dem VIII. Zivilsenat zugewiesen. Dieser Senat ist insbesondere zuständig für Kaufrecht, Wohnraummietrecht und Leasingrecht. 
Der Wahlausschuss des Bundestags wählte sie am 11. November 2010 auf Vorschlag der SPD zur Richterin des Bundesverfassungsgerichts. Damit wurde dieses Amt erstmals mit einer saarländischen Juristin besetzt. Hermanns trat am 16. November 2010 die Nachfolge von Lerke Osterloh im Zweiten Senat an. 2015 war sie im Ersten Senat an einem Verfahren zum Kopftuchstreit beteiligt. Sie war für Ferdinand Kirchhof eingewechselt worden, da dieser früher am baden-württembergischen Gesetz zum Kopftuchverbot mitgewirkt hatte. Die Mehrheit der Richter befand, die Länder dürften kein pauschales Kopftuchverbot für Lehrerinnen erlassen. Monika Hermanns und Wilhelm Schluckebier gaben jedoch ein Sondervotum ab. Sie beanstandeten, die Mehrheit enge den Spielraum der Länder zu stark ein. Im Vergleich zur individuellen Religionsfreiheit der Pädagogen werde dem Erziehungsrecht der Schüler, der Neutralitätspflicht des Staates und der negativen Glaubensfreiheit der Schüler zu wenig Gewicht gegeben.
Laut Geschäftsverteilungsplan war sie (Stand: Dezember 2020) u. a. zuständig für alle neuen Verfahren, die das Abgaben- und Steuerrecht einschließlich des dazugehörigen Verfahrensrechts, das Zwangsvollstreckungsrecht, das Insolvenzrecht und das Kaufrecht betreffen sowie das Verfahren zur Feststellung der Verwirkung von Grundrechten nach Artikel 18 GG. Sie war zusammen mit Christine Langenfeld und Ulrich Maidowski Mitglied der 3. Kammer des Zweiten Senats.
Im Herbst 2015 wurde sie von der Bundesrepublik Deutschland als stellvertretendes Mitglied in die Venedig-Kommission des Europarates entsandt.
Ihre Amtszeit als Richterin des Bundesverfassungsgerichts endete am 11. Januar 2023. Rhona Fetzer wurde ihre Nachfolgerin.

## Veröffentlichungen (Auswahl)
- Mitautorin des Kommentars Peter Michael Huber, Andreas Voßkuhle (Hrsg.): v. Mangoldt / Klein / Starck: Kommentar zum Grundgesetz: GG. 7. Auflage. Beck Verlag, München 2018, ISBN 978-3-406-71200-5

## Auszeichnungen
- Großes Bundesverdienstkreuz mit Stern und Schulterband (2023)[6]

## Privatleben
Hermanns ist Saarlandbotschafterin. Sie war verheiratet mit dem Rechtsanwalt und früheren Direktor der Landesanstalt für das Rundfunkwesen des Saarlandes, Werner Sosalla, der im Jahr 2020 verstorben ist.